# Prix Jean-Perrin
Le prix Jean-Perrin a été créé par le Conseil de la Société française de physique, dans sa séance du 14 octobre 1972. Il est destiné à récompenser un effort particulièrement réussi de vulgarisation de la science. Tous les moyens d'expression, écrits ou audiovisuels, sont concernés (le prix pourra couronner aussi bien des films que des livres ou des chroniques journalistiques, etc.). Le prix sera attribué par le Conseil de la Société sur proposition d'un jury constitué de neuf personnalités dont quatre ne seront pas des physiciens.
Le prix Jean-Perrin a été remis pour la première fois au cours du Congrès du centenaire de la Société française de physique à Vittel en 1973.

## Lauréats
- 1973	Serge Berg
- 1974	Jean-Claude Pecker
- 1975	Haroun Tazieff
- 1976	Michel Rouzé
- 1977	Nicolas Strotzky ; Robert Clarke
- 1978	Charles Penel
- 1979	Maurice Arvonny
- 1980	Jean-Marc Levy-Leblond
- 1981	Michel Chevalet
- 1982	Jacques Blanc,Jean-Louis Heudier
- 1983	Hubert Reeves
- 1984	Georges Leclere
- 1985	Jean-Marie Pelt et Geneviève Meurgues
- 1986	Bernard Hagene et Réal Jantzen
- 1987	Journal La Recherche
- 1988	Stéphane Deligeorges
- 1989	Jean-Pierre Maury
- 1990	Dominique Leglu
- 1991	Robert Pansard-Besson
- 1992	Bernard Maitte
- 1993  Marie Noelle Favier - Chef du département Culture scientifique et technique au ministère de l'Enseignement supérieur et de la Recherche
- 1994  Marcel Bennaroche - Directeur du CCSTI Marseille-Méditerranée
- 1995  Jean-François Augereau - Journaliste responsable de la rubrique scientifique du Monde.
- 1996  Gilles Cohen-Tannoudji - CEA/Saclay - DSM-DAPNIA SPP
- 1997  Étienne Klein - DPE SEPT - CEA/Saclay
- 1998  Jean-Pierre Icikovics
- 1999  Marie-Odile Monchicourt - France Info - Paris
- 2000  Dominique Ferriot - Arts et Métiers
- 2001  Philippe Chomaz - GANIL Caen
- 2002  Philippe Boulanger - Pour la Science
- 2003  Michel Darche - CCSTI de la région Centre
- 2004  Roland Lehoucq - CEA Saclay
- 2005  Maurice Mashaal - Pour la Science
- 2005  Sophie Rémy - Lycée Gay-Lussac - Limoges
- 2006	André Brahic
- 2007	Michel Cabaret
- 2008	Jean-Michel Courty et Édouard Kierlik
- 2009	Marie-Claire Cadeville et Jean-François Mathiot
- 2010	Mathieu Vidard
- 2011	Julien Bobroff
- 2012	Denis Savoie
- 2013	Daniel Hennequin
- 2014  Christian Counillon - directeur littéraire, Éditions Flammarion
- 2015	Valérie Masson-Delmotte
- 2016	David Louapre
- 2017	Yaël Nazé
- 2018	Azar Khalatbari
- 2019  Hélène Fischer
- 2021	Viviane Lalande (Scilabus)
- 2022	Sylvie Zanier, Julien Delahaye
- 2023	Philippe Pajot, Élisabeth Bouchaud